# Hitoshi Yazaki
Hitoshi Yazaki (japanisch 矢崎 仁司, Yazaki Hitoshi; * 20. November 1956 in der Präfektur Yamanashi) ist ein japanischer Filmregisseur.
1975 begann Yazaki ein Filmstudium an der Fakultät für Künste der Nihon-Universität. Noch im selben Jahr drehte er seinen ersten Kurzfilm, Uramado. Vor seinem ersten eigenen Langfilm arbeitete er als Assistent bei den Regisseuren Shunichi Nagasaki und Sōgo Ishii. Sein Debüt in Spielfilmlänge, Fuyu no hikari, drehte Yazaki 1977 noch auf 8-mm-Film. 1980 folgte sein erster 16-mm-Film Kazetachi no gogo. Dieser Schwarzweißfilm, der unter Mitwirkung Shunichi Nagasakis entstand, basiert auf einer wahren Begebenheit und erzählt die Geschichte einer unglücklichen lesbischen Liebe.
Erst zehn Jahre nach Kazetachi no gogo drehte Yazaki den Farbfilm Der März kommt wie ein Löwe, der 1991 auf der Berlinale uraufgeführt wurde. Nach abermals zehn Jahren meldete sich Yazaki im Jahr 2000 mit dem über dreistündigen Hana o tsumu shōjo to mushi o korosu shōjo zurück, der in London spielt und mit englischen und japanischen Schauspielern gedreht wurde.
Die weiteren Filme Yazakis erschienen in kürzeren Abständen: 2006 adaptierte er mit Strawberry Shortcakes den gleichnamigen Manga von Kiriko Nananan. 2010 folgte Sweet Little Lies, der auf einem Roman von Kaori Ekuni basiert. Furin jun’ai von 2011 ist eine weitere Literaturadaption, diesmal von einem Roman Fuyuki Shindos. Im folgenden Jahr erschien mit 1+1=11 wieder ein Film mit Originaldrehbuch von Yazaki selbst. Der 2014 erschienene Taiyō no suwaru basho basiert abermals auf einem Roman, in diesem Fall von Mizuki Tsujimura. Die jüngsten Filme Yazakis sind die Komödie XXX – Kiss Kiss Kiss von 2015 und Mubansō von 2016. Letzterer spielt im Jahr 1969 und thematisiert die japanischen Studentenunruhen.

## Filmografie
- 1975: Uramado (裏窓, dt. „Hinterfenster“; Kurzfilm)
- 1977: Fuyu no hikari (冬の光, dt. „Winterlicht“)
- 1980: Kazetachi no gogo (風たちの午後, engl. Afternoon Breeze)
- 1991: Der März kommt wie ein Löwe (三月のライオン, Sangatsu no raion)
- 2000: Hana o tsumu shōjo to mushi o korosu shōjo (花を摘む少女と虫を殺す少女, engl. The Girl Who Picks Flowers and the Girl Who Kills Insects)
- 2006: Strawberry Shortcakes (ストロベリーショートケイクス, Sutoroberī Shōtokeikusu)
- 2010: Sweet Little Lies (スイートリトルライズ, Suīto ritoru raizu)
- 2011: Furin jun’ai (不倫純愛, engl. Love and Treachery)
- 2012: 1+1=11
- 2014: Taiyō no suwaru basho (太陽の坐る場所, engl. The Place Where the Sun Sits)
- 2015: XXX – Kiss Kiss Kiss
- 2016: Mubansō (無伴奏, engl. A Cappella)